# 苗ヶ島町
苗ヶ島町（なえがしままち）は、群馬県前橋市の地名。旧宮城村時代は、住所で勢多郡宮城村大字苗ヶ島の次にくる地名。面積は7.8km2(2013年現在)。郵便番号は371-0241。丁目はなく住所ののち○○○○と番号が振られる。

## 地理
前橋市の北東部、赤城山の南麓、粕川上、中流右岸に位置する。同町には赤城温泉郷がある。

### 近隣の町
西隣には鼻毛石町、柏倉町、東隣には粕川町中之沢、粕川町室沢、南隣には大前田町、北隣には三夜沢町。

## 歴史
南北朝時代頃からある地名である。はじめ大胡藩領だったが、天和2年に前橋藩領、明和6年に幕府領、のちに下野佐野藩領となる。

### 年表
- 1889年 （明治22年）- 町村制が施行され、7ヶ村が合併し、群馬県勢多郡宮城村大字苗ヶ島となる。
- 1993年 （平成 5年）4月1日 - 町内を通っていた群馬県道大間々宮城子持線が国道353号に昇格し、町内に初めて国道が通る事となる。
- 2004年 （平成16年）- 平成の大合併で宮城村は、大胡町、粕川村とともに前橋市に合併し、群馬県前橋市苗ヶ島町となる。
- 2017年（平成29年）5月12日 - 当町の全域が区域となっている、前橋・赤城地域がチッタスロー国際連盟に加盟する[6]。

## 世帯数と人口
2017年（平成29年）8月31日現在の世帯数と人口は以下の通りである。
| 町丁     | 世帯数  | 人口    |
| -------- | ------- | ------- |
| 苗ヶ島町 | 374世帯 | 1,087人 |

## 小・中学校の学区
市立小・中学校に通う場合、学区は以下の通りとなる。
| 番地 | 小学校             | 中学校             |
| ---- | ------------------ | ------------------ |
| 全域 | 前橋市立宮城小学校 | 前橋市立宮城中学校 |

## 交通

### 鉄道
近隣の茂木町に上毛電気鉄道上毛線大胡駅があるが、町内には鉄道駅がない。

### バス
赤城タクシーが運行を行っているデマンドバス方式のふるさとバスがある。

### 道路
国道は国道353号、県道は群馬県道333号上神梅大胡線、群馬県道102号三夜沢国定停車場線、群馬県道16号大胡赤城線が通過。

## 施設

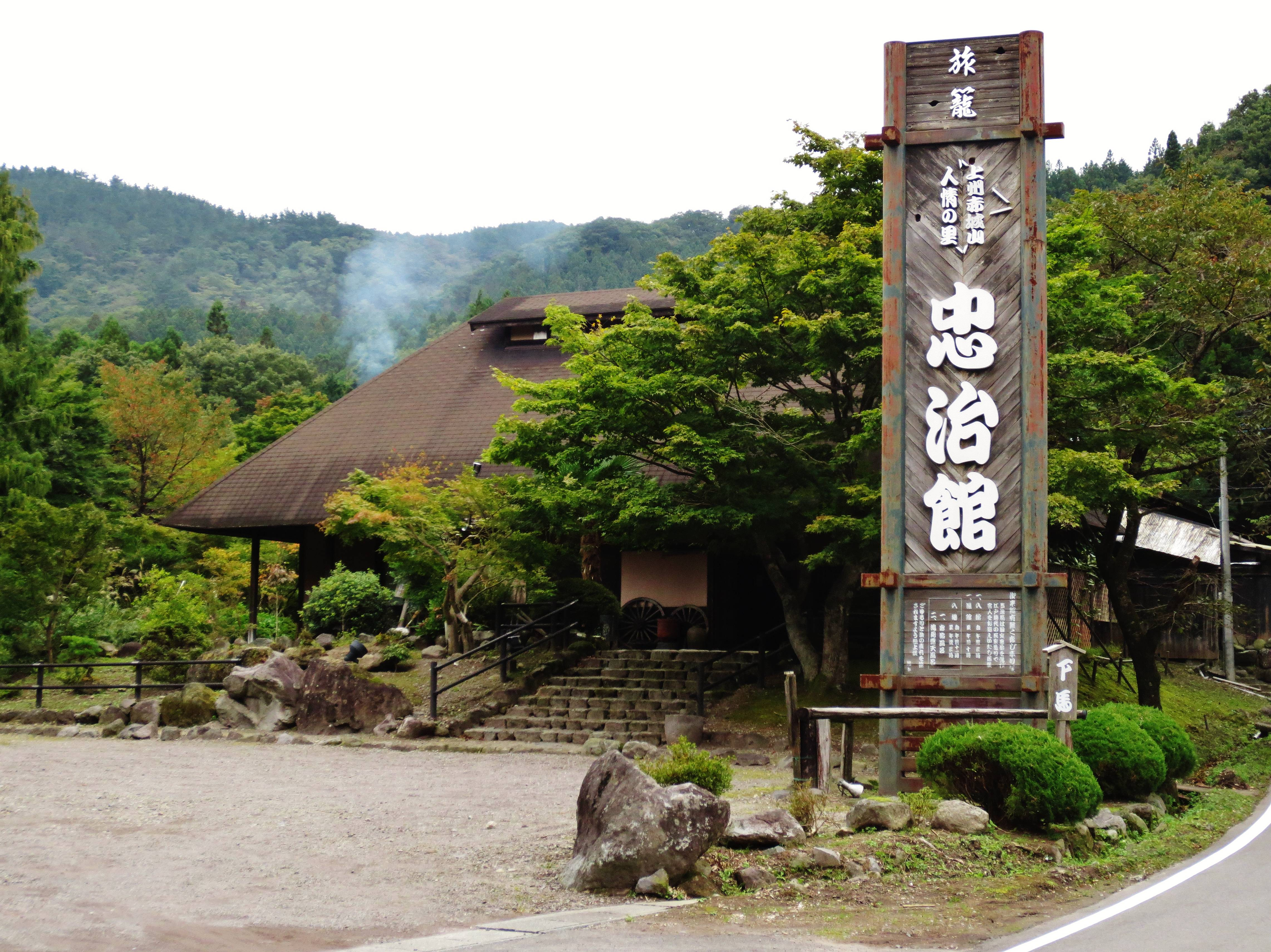
赤城温泉郷 忠治温泉

- 赤城高原牧場クローネンベルク
- 赤城南面千本桜
- 電力中央研究所赤城試験センター
- 群馬県警前橋東警察署苗ヶ島駐在所
- 赤城温泉郷・忠治温泉

## 避難所
当町が避難対象区域となった場合、隣接する鼻毛石町にある前橋市立宮城中学校に避難する。